# ヴィルヘルム・ハイトミュラー
ヴィルヘルム・ハイトミュラー（Wilhelm Heitmüller, 1869年8月3日 - 1926年1月29日）は、ドイツのプロテスタントの神学者である。ウィルヘルム・ブセットと共に宗教史学派の中で著名な学者である。
デーテベルク（現ニーダーザクセン州ゼールツェの一部）に生まれ、神学教育を終えた後で、ロッカムの聖職者の神学校で勉強した。
1902年に教授の資格を得て、1908年にマールブルク大学で新約聖書学の教授に就任。後に、1920年にボン大学の教授を経て、1924年にテュービンゲン大学の教授になった。